# Walking with Dinosaurs
Walking with Dinosaurs is een Engelse televisieserie uit 1999 over dinosauriërs en andere uitgestorven diersoorten. Walking with Dinosaurs is vormgegeven als een natuurdocumentaire waarin met behulp van CGI en animatronics het leven uit het Mesozoïcum wordt gereconstrueerd. Hierdoor werden de uitgestorven dieren weer tot leven gewekt en in bestaande landschappen geplaatst. De serie is een coproductie van BBC en Discovery Channel.
Voor de Engelse televisie werd de commentaarstem van de serie verzorgd door de Britse acteur Kenneth Branagh, voor de Nederlandse tv werd dit gedaan door Monique van de Ven. In België sprak Vic De Wachter de mooie beelden aan elkaar.
Alle afleveringen bij elkaar kostten bijna zeven miljoen pond, bijna 38.000 pond per minuut. Volgens het Guinness Book of Records is het hiermee de duurste tv-documentaireserie ooit gemaakt.

## Afleveringen

### New Blood
(4 oktober 1999).
Arizona, 220 miljoen jaar geleden (laat-Trias).
In deze aflevering zien we de opkomst van de dinosauriërs in de barre Triadische woestijnen. Ook zien we de eerste pterosauriërs en de reptielachtige voorouders van de zoogdieren.
Getoonde dieren
- Coelophysis
- Peteinosaurus
- Placerias
- Plateosaurus
- Postosuchus
- Thrinaxodon (cynodont)

### Time of the Titans
(11 oktober 1999)
Colorado, 152 miljoen jaar geleden (Laat-Jura).
Deze aflevering volgt het leven van een jonge vrouwelijke Diplodocus, van haar prille begin in een woud van reusachtige mammoetbomen tot haar eerste paring op de Jurassische vlakten. Onderweg komt ze vele gevaren tegen, waaronder de eierdief Ornitholestes, de reusachtige carnivoor Allosaurus en een knorrige Stegosaurus.
Getoonde dieren
- Allosaurus
- Anurognathus
- Dryosaurus
- Brachiosaurus
- Diplodocus
- Ornitholestes
- Stegosaurus

### Cruel Sea
(18 oktober 1999)
Oxfordshire, 149 miljoen jaar geleden (Laat-Jura).
In deze aflevering zien we de Jurassische zeeën, waarin enorme zeereptielen voorkomen die qua grootte zelfs de dinosauriërs naar de kroon steken.
Getoonde dieren
- Ammoniet.
- Cryptoclidus
- Eustreptospondylus
- Hybodus (haai)
- Liopleurodon
- Ophthalmosaurus
- Rhamphorhynchus

### Giant of the Skies
(25 oktober 1999)
127 miljoen jaar geleden (Vroeg-Krijt).
Deze aflevering volgt de laatste paringsreis van een oude Ornithocheirus, een oude pterosauriër. De aflevering begint met zijn dood en wordt verder als flashback verteld. Langs zijn reis, die hem over de halve aardbol brengt (van Brazilië tot Spanje), komt de vliegende reus langs de nog steeds florerende wereld van de dinosauriërs. Ook zien we de eerste bloemen.
Getoonde dieren
- Iberomesornis (vogel)
- Iguanodon
- Ornithocheirus
- Liopleurodon
- Pteranodon
- Polacanthus
- Tapejara.
- Utahraptor

### Spirits of the Ice Forest
(1 november 1999)
Antarctica, 106 miljoen jaar geleden (Midden-Krijt).
In deze aflevering zien we hoe de dinosauriërs zich zelfs handhaafden op een van de meest onwaarschijnlijke locaties ter wereld: Antarctica, destijds een regenwoud met warme zomers en kille winters. De aflevering volgt onder andere een groep plantenetende Leaellynasaura in hun strijd om te overleven.
Getoonde dieren
- Allosaurus
- Koolasuchus
- Leaellynasaura
- Muttaburrasaurus
- Sphenodon (gespeeld door een levende brughagedis)
- Steropodon (zoogdier, gespeeld door een levende neusbeer)
- Ornithodesmus

### Death of a Dynasty
8 november 1999
Montana, 66 miljoen jaar geleden (Laat-Krijt).
In de laatste aflevering volgen we een vrouwtjes-Tyrannosaurus die zich tracht voort te planten terwijl de wereld om haar heen vergiftigd wordt door vulkanische gassen. Daarbij stevent er ook nog een tien kilometer grote meteoriet op de aarde af die een einde zal maken aan de heerschappij van de dinosauriërs.
Getoonde dieren
- Anatotitan
- Ankylosaurus
- Deinosuchus (krokodil)
- Didelphodon
- Dinilysia (gespeeld door een levende python)
- Dromaeosaurus
- Quetzalcoatlus
- Thescelosaurus
- Torosaurus
- Triceratops (dood)
- Tyrannosaurus

## Specials
Na de officiële serie zijn er nog enkele speciale, aparte afleveringen uitgezonden die gezien kunnen worden als uitbreidingen op de originele serie.

### The Making of Walking With Dinosaurs
(6 oktober 1999)
In deze 50 minuten durende special wordt getoond hoe de serie gemaakt is; zo krijgt de kijker onder andere wetenschappelijk onderzoek te zien, het bouwen van de animatronica, het maken van de computereffecten en het ontwerpen van de dieren.

### Big Al Uncovered
(25 december 2000)
Deze special toont hoe de special The Ballad of Big Al gemaakt is.

### Ballad of Big Al
(28 maart 2001)
Colorado, 145 miljoen jaar geleden (Laat-Jura).
In deze special zien we het leven van de jonge Allosaurus Big Al, die een gewelddadig leven leidde en vroegtijdig stierf.
Getoonde dieren
- Allosaurus
- Apatosaurus
- Anurognathus
- Brachiosaurus
- Diplodocus
- Dryosaurus
- Ornitholestes
- Othnielia
- Stegosaurus

### The Giant Claw
(30 december 2002)
Mongolië, 75 miljoen jaar geleden (Laat-Krijt)
Deze special week drastisch af van voorgaande delen omdat de presentator dit keer tussen de dieren liep en er contact mee maakte. Zoöloog en avonturier Nigel Marven nam deze rol op zich. Hij onderzoekt in deze aflevering het mysterie van Therizinosaurus, een dinosauriër met klauwen van bijna een meter lang. Onderweg komt hij andere dinosauriërs tegen, waaronder de snelle jager Velociraptor, de grote Saurolophus, Tarbosaurus, de kleine Mononykus en Protoceratops.
Getoonde dieren
- Mononykus
- Protoceratops
- Saurolophus
- Therizinosaurus
- Velociraptor
- Tarbosaurus
- Azdarcho

### Land of Giants
(1 januari 2003)
Argentinië, 100 miljoen jaar geleden (Vroeg-Krijt).
Nigel Marven reist naar het Argentinië van 100 miljoen jaar geleden om de grootste dinosauriërs aller tijden te ontmoeten. Hij filmt de jacht van de Giganotosaurus, die groter was dan een Tyrannosaurus, op een Argentinosaurus en op Iguanodons. In de lucht vliegen Pteranodon en Ornithocheirus en in het water leeft de gevaarlijke krokodil Sarcosuchus.
Getoonde dieren
- Argentinosaurus
- Giganotosaurus
- Ornithocheirus
- Pteranodon
- Sarcosuchus
- Iguanodon

### Sea Monsters
In een speciale serie bezocht Marven de "dodelijkste" zeeën, de zeeën die in het verleden bewoond werden door grote vleesetende "zeemonsters". Deze serie bestond uit drie delen:

#### The Giant Nautiloid
(9 november 2003)
450 miljoen jaar geleden, (Laat-Ordovicium), Pennsylvania.
230 miljoen jaar geleden, (Midden-Trias), Zwitserland.
360 miljoen jaar geleden, (Laat-Devoon), Ohio.
Nigel Marven bezoekt de eerste drie van de dodelijkste zeeën aller tijden om te duiken met bizarre en dodelijke prehistorische zeedieren.
Getoonde dieren
- Bothriolepis (gepantserde vis)
- Coelophysis (dinosauriër)
- Cymbospondylus
- Dunkleosteus
- Nothosaurus
- Cameroceras
- Peteinosaurus
- Stethacanthus
- Tanystropheus
- Trilobiet
- Zeeschorpioen

#### Into the Jaws of Death
(16 november 2003)
36 miljoen jaar geleden, (Laat-Eoceen), Egypte.
4 miljoen jaar geleden, (Midden-Plioceen), Peru.
Nigel bezoekt de volgende twee dodelijke zeeën, die in meer recente perioden te vinden zijn.
Getoonde dieren
- Arsinoitherium
- Basilosaurus
- Dorudon
- Megalodon
- Odobenocetops
- Grote walvisachtige

#### To Hell... and Back?
(23 november 2003)
155 miljoen jaar geleden, (Laat-Jura), Oxfordshire.
75 miljoen jaar geleden, (Laat-Krijt), Montana.
In dit laatste deel bezoekt Nigel Marven de laatste twee dodelijkste zeeën. De laatste -en gevaarlijkste- heet toepasselijk 'Hell's Aquarium en bevat niet één zeemonster, maar een hele verscheidenheid aan dodelijke zeedieren.
Getoonde dieren
- Archelon
- Elasmosaurus
- Halisaurus (kleine mosasauride)
- Hainosaurus (grote mosasauride)
- Hesperornis
- Hybodus
- Leedsichthys
- Metriorhynchus
- Pteranodon
- Tyrannosaurus
- Xiphactinus
- Liopleurodon

## Vervolgen
Walking With Dinosaurs kreeg nog enkele vervolgen: Walking with Beasts (2001), Walking with Cavemen (2003), Walking with Monsters (2005) en Prehistoric Park (2006). Deze werden gemaakt door hetzelfde team. Ook is er de film Walking With Dinosaurs in 3D die in Nederland op 19 december 2013 in première ging.
Door het succes van Walking with Dinosaurs doken in de VS enkele soortgelijke documentaires op, zoals When Dinosaurs Roamed America (2001) en Dinosaur Planet (2003). In het Verenigd Koninkrijk is ook een soortgelijke documentaire verschenen, namelijk Planet Dinosaur (2011).